# 2017年金馬創投會議
2017年金馬創投會議是在2017年11月21日至23日，於臺灣的臺北市舉辦。

## 評審團
- 黃渤：演員。
- 張家魯：編劇。
- 張家振：電影製片人。

## 入圍名單
以下電影企劃為入圍作品：
| 作品                   | 導演     | 監製           | 製品                          |
| ---------------------- | -------- | -------------- | ----------------------------- |
| 《69》                 | 陳子謙   | 不適用         | 邱貞儀、陳嘉渝                |
| 《八戒》               | 邱立偉   | 不適用         | 邱立偉                        |
| 《下樓梯的女人》       | 牛涵     | 不適用         | 邁克雷恩、藍瑞龍              |
| 《女優，摔吧！》       | 游智煒   | 周美豫         | 莊嬿樺、王禮霖                |
| 《小子難纏》           | 朱延平   | 張森和、李耀華 | 不適用                        |
| 《小提琴家》           | 王暘     | 不適用         | Sofia SONDERVAN、Petra HOEBEL |
| 《天堂情人》           | 楊恒     | 楊城           | 楊恒、閉善益                  |
| 《日光之下》           | 邱陽     | 王琮           | 王琮                          |
| 《伊菲基妮亞在馬尼拉》 | 文二北投 | 不適用         | 陳璽文、蔡怡銘、張筑悌        |
| 《回家的路》           | 柯泓志   | 不適用         | 周俊樺                        |
| 《好不自在》           | 劉中驊   | 不適用         | 劉中驊、鄭寶琳                |

## 獎項
- 百萬首獎：《風和日麗》[1]
- 臺北文創劇作獎：《那個我最親愛的陌生人》
- CNC現金獎：《椒麻堂會》
- 曼迦紀念獎：《回家的路》
- 華文創最具視野獎：《我認識我媽媽》
- FPP MM2創意獎：《我們全班卡到陰》
- WIP MM2創意獎：《愛上卡夫卡》
- 中影電影開發基金：《瘋狂電視台瘋電影》
- 內容物數位電影獎：《伊菲基妮亞在馬尼拉》

## 外部連結
- 金馬創投會議（页面存档备份，存于）